# Monica Horan
Monica Horan (Darby, 29 gennaio 1963) è un'attrice e comica statunitense.
È conosciuta per aver interpretato il ruolo di Amy MacDougall-Barone nella sit-com statunitense Tutti amano Raymond. Vive a Los Angeles con suo marito Philip Rosenthal (tra l'altro autore della serie TV da lei interpretata), e i due figli.

## Filmografia parziale

### Televisione
- Tutti amano Raymond (Everybody Loves Raymond) - serie TV, 66 episodi (1997-2005)
- Enlightened - La nuova me (Enlightened) - serie TV, 2 episodi (2013)

## Doppiatrici italiane
Nelle versioni in italiano delle opere in cui ha recitato, Riki Lindhome è stata doppiata da:
- Claudia Razzi in Tutti amano Raymond (st. 1-2)
- Paola Valentini in Tutti amano Raymond (st. 3-9)
- Tatiana Dessi in Enlightened - La nuova me
- Beatrice Margiotti in The Middle